# بافل بيلوف
بافل بيلوف (بالروسية: Белов, Павел Александрович)‏ هو فيزيائي روسي، ولد في 18 ديسمبر 1977 في أوست-إيليمسك في روسيا.